# Atheneum Books
Atheneum Books fue una editorial de Nueva York, fundada en 1959 por Alfred A. Knopf, Jr., Simon Michael Bessie y Hiram Haydn. Simon & Schuster fue el dueño de Atheneum desde su compra de Macmillan en 1994, que creó Atheneum Books for Young Readers, como un sello editorial de libros infantiles en la década de 2000.

## Historia
Alfred A. Knopf, Jr. abandonó la editorial familiar, Alfred A. Knopf, y creó Atheneum Books en 1959, junto a Simon Michael Bessie (de Harpers) y Hiram Haydn (de Random House). Comenzó a publicar a los ganadores del premio Pulitzer, como Edward Albee, Charles Johnson, James Merrill, Nikki Giovanni, Mona Van Duyn y Theodore H. White. También editó el primer libro de Ernest Gaines, Catherine Carmier (1964). Knopf contrató personalmente a la editora Jean E. Karl para crear un departamento de Libros Infantiles en 1961. Atheneum compró la imprenta Russell & Russell en 1965.
Atheneum se fusionó con Charles Scribner's Sons para convertirse en The Scribner Book Company en 1978. Esta adquisición incluyó a Rawson Associates. Scribner también fue comprada por Macmillan en 1984, que a la vez fue comprada por Simon & Schuster en 1994. Luego de esta fusión, el catálogo de literatura para adultos se unió con el de Scribner, y el de literatura para niños, se alineó con el de Atheneum.
En la década de 2000, el sello editorial de Atheneum Books for Young Readers, propiedad de Simon & Schuster, publicó la serie para jóvenes May Bird, que comenzó con la obra May Bird and the Ever After (2005), y también la serie de libros con imágenes de Olivia. El libro The Higher Power of Lucky ganó la medalla Newbery en 2007. En una encuesta del mismo año, la Asociación Nacional de Educación de Estados Unidos listó Bunnicula: A Rabbit-Tale of Mystery como uno de los cien mejores libros infantiles para maestros.

### Citas
1. ↑  Lehmann-Haupt, Christopher (16 de febrero de 2009). «Alfred A. Knopf Jr., Influential Publisher, Dies at 90». The New York Times. Archivado desde el original el 18 de abril de 2009. Consultado el 6 de octubre de 2022.
2. ↑   Jalowitz, Alan (2006). "Karl, Jean (Edna)" (en inglés). Pennsylvania Center for the Book. Penn State University. Consultado el 6 de octubre de 2022.
3. ↑  
Palmquist, Vicki. "Birthday Bios: Jean E. Karl" (en inglés). Children's literature network. 2002–2008. Consultado el 6 de octubre de 2022.
4. ↑  Publishers Weekly (en inglés). Volumen 201, 1972. Consultado el 6 de octubre de 2022.
5. ↑  «Description [Scribner history]» (en inglés). Simon & Schuster. 2007. Archivado desde el original el 30 de enero de 2009. Consultado el 6 de octubre de 2022.
6. ↑  Lyall, Sarah (1 de enero de 1994). «THE MEDIA BUSINESS; Paramount Publishing to Cut Jobs and Books». The New York Times (en inglés). ISSN 0362-4331. Consultado el 23 de diciembre de 2019.
7. ↑  Dunleavey, M. P. (13 de junio de 1994). «Anatomy of a merger». Publishers Weekly (en inglés). Consultado el 6 de octubre de 2022.
8. ↑  National Education Association (2007). "Teachers' Top 100 Books for Children". (en inglés). Consultado el 6 de octubre de 2022.